# Lipomerinx prismatica
Lipomerinx prismatica är en fjärilsart som beskrevs av Walsingham 1914. Lipomerinx prismatica ingår i släktet Lipomerinx och familjen äkta malar. Inga underarter finns listade i Catalogue of Life.